# Stanislava Šubić
Stanislava Šubić (Bribir, 1. svibnja 1242. – Skradin, 1321.) bila je hrvatska svetica, časna sestra i bribirska kneginja.

## Životopis
Rođena je u Bribiru, gdje je tada bilo središte hrvatskog državničkog života poslije smrti kralja Petra Svačića. Stanislavin otac bio je Stjepan Šubić, ban Hrvatske. Odgojena je kršćanski i ušla u samostan klarisa u Skradinu. Taj samostan sagradio je njen brat ban Pavao Šubić. Stanislava Šubić proživjela je cijeli svoj redovnički život u tom samostanu klarisa, gdje je i umrla na glasu svetosti 1321. Crkveni povjesničar Daniele Farlati tvrdi da ju je papa Grgur IX. ubrojio u popis svetih djevica. "Litanije svetih iz Dalmacije", koje sadrže i njezino ime, jedini su dokaz te predaje.